# Мар'яновський Мойсей Фроїмович
Мойсей Фроїмович Мар'яновський (25 жовтня 1919 — 12 серпня 2005) — радянський військовик, учасник Другої світової війни, Герой Радянського Союзу (1945).

## Біографія
Народився 25 жовтня 1919 року в містечку Новий Буг Херсонської губернії (нині місто Миколаївської області). Єврей.
Згодом переїхав до Москви, де у 1936 році закінчив 10 класів школи. Працював слюсарем на електромеханічному заводі імені В. Куйбишева, а з 1937 по 1940 роки — завідувачем планово-диспетчерським відділом автомобільного заводу імені Й. Сталіна.
У 1940 році призваний до лав РСЧА Сталінським РВК Москви. Службу проходив у мотоциклетному полку Ленінградського військового округу. Закінчив полкову школу та у 1941 році Горьковське військово-політичне танкове училище.
Учасник німецько-радянської війни з травня 1942 року. Обіймав посади комісара і командира танкової роти 187-го окремого танкового полку на Західному фронті. 15 серпня 1943 року дістав важке поранення, до жовтня лікувався у шпиталі.
З листопада 1943 по серпень 1944 року — заступник командира, командир танкового батальйону 23-ї гвардійської окремої танкової бригади Західного та 2-го Білоруського фронтів.
Особливо відзначився при проведенні Могильовської наступальної операції. 23 червня 1944 року танковий батальйон під його командуванням, перебуваючи в авангарді наступу танкової бригади, обійшов місто Могильов з півночі й вийшов на шосе Могильов — Мінськ. Потому форсував річку Дніпро й 27 червня перерізав шосе Могильов — Осиповичі, тим самим відрізавши шляхи відступу могильовського угруповання ворога. Протягом 28 червня танковий батальйон майора М. Ф. Мар'яновського відбив декілька контратак супротивника, нанісши йому значної шкоди. У ході бою поранений, але залишився в строю.
13 серпня 1944 року втретє важко поранений. Після тримісячного перебування в шпиталі виведений у запас за станом здоров'я.
У 1951 році закінчив історичний факультет Московського державного університету, а у 1955 році — аспірантуру при МДУ. З 1951 по 1959 роки — викладач вечірнього університету марксизма-ленінізма. У 1955 році захистив кандидатську дисертацію, здобув вчене звання доцента. З 1960 по 1992 роки — доцент кафедри історії КПРС Московського енергетичного інституту.
З 1992 року — на пенсії. Очолював Спілку євреїв — інвалідів і ветеранів війни. Мешкав у Москві, де й помер 12 серпня 2005 року. Похований на Востряковському кладовищі.

## Нагороди
Указом Президії Верховної Ради СРСР від 24 березня 1945 року за зразкове виконання бойових завдань командування на фронті боротьби з німецькими загарбниками та виявлені при цьому відвагу і героїзм, гвардії майору запасу Мар'яновському Мойсею Фроїмовичу присвоєне звання Героя Радянського Союзу з врученням ордена Леніна (№ 37939) і медалі «Золота Зірка» (№ 5943).
Також нагороджений орденами Червоного Прапора (15.09.1944), Трудового Червоного Прапора (19.12.1980), Олександра Невського (21.08.1943), Вітчизняної війни 1-го ступеня (11.03.1985), двома орденами Червоної Зірки (1.09.1943; 22.02.1944) та медалями.